# 蕭甬線
蕭甬線（しょうようせん）、別名杭甬線（こうようせん）は浙江省内の杭州市から寧波市を結ぶ民営の鉄道路線である。起点は杭州銭塘江南岸の杭州南駅（元蕭山駅）で終点は寧波駅。全長は147.32kmで全線電化された複線である。蕭甬鉄路有限責任公司が運営し、中国鉄路上海局集団有限公司が管理している。

## 歴史
- 1909年：蕭山～寧波間の測量を開始[2]。建設は浙路公司により行われた。
- 1910年6月15日：曹娥～寧波間を着工[3]。
- 1912年12月22日：寧波～慈渓（後の慈城）間18.19kmが開通。寧波駅は現在と別の位置であった[3]。
- 1914年6月11日：曹娥まで開通し、寧波～曹娥間77.9kmとなった[3]。
- 1936年10月：蕭山～曹娥間を着工[2]。
- 1937年11月：蕭山～曹娥間68kmが開通[4]。ただし曹娥江を渡る橋は未完成で、乗り換える必要があった[3]。
- 1938年2月1日：日中戦争により寧波駅が焼失。日本軍の進撃を阻止する為に軌道を全て除去した[5][6][2]。ただし路盤は除去されなかった[3]。
- 1942年：寧波～曹娥間の線路跡地は道路となった[2]。
- 1953年7月1日：再敷設の建設工事が開始[3]。
- 1954年12月29日：曹娥江大橋の建設を再開[4]。
- 1955年1月：蕭山～曹娥間が再開通[3]。
- 1955年3月18日：曹娥江大橋が完成[4]。
- 1955年6月：曹娥～余姚間が再開通[3]。
- 1955年9月30日：余姚～慈渓（後の慈城）間が再開通[3]。
- 1955年12月12日：慈渓～荘橋間が再開通[3]。
- 1959年6月9日：荘橋～寧波南門（新寧波駅）間の建設を再開[3]。
- 1959年9月30日：荘橋～寧波南門間が開通し、全線開通[3]。
- 1980年代：ディーゼル機関車の導入が始まった[7]。
- 1988年2月10日：寧波駅の新駅舎が完成。
- 1991年：鉄道部は4950万元をかけて路線の抜本的な改造を行い、貨物の輸送能力は750万トンから1200万トンに増加し、旅客列車は8往復から12往復となった[2]。
- 1999年4月10日：蕭山～上虞間が複線化[7]。
- 1999年7月18日：蕭甬鉄路有限責任公司が成立[8]。
- 2002年1月25日：全線が複線化[7]。複線化の総工費は10億元を超えた[6]。
- 2002年3月：ロングレール化の工事を開始[7]。
- 2002年9月：紹興東駅と上虞駅の入換用機関車が蒸気機関車からディーゼル機関車となり、全線が無煙化された[7]。
- 2005年5月9日：余姚西～驛亭間で150mに渡って道床、路盤が崩れて不通になった[9]。5月18日に修復し開通[10]。
- 2006年11月28日：電化工事を余姚西駅から開始[11]。
- 2007年：ロングレール化が完了し、最高速が時速80kmから120kmに向上した[7]。
- 2007年12月14日：電化工事に伴い東関鎮駅を廃止[11]。
- 2009年5月30日：電化工事が完了[6]。電化工事にあわせて全線で踏切の立体化と線路を柵で仕切る工事が行われた[12]。他に驛亭駅も廃止[11]。
- 2009年9月：和諧号動車組が運行開始[13]。

## 駅一覧
（蕭山西 - ）杭州南（蕭山） - 夏家橋 - 銭清 - 柯橋 - 紹興 - 東湖 - 紹興東 - 皋埠 - 陶堰 - 東関鎮 - 上虞 - 曹娥 - 百官 - 驛亭 - 五夫 - 馬渚 - 余姚西 - 余姚 - 蜀山 - 丈亭 - 葉家 - 慈城 - 洪塘郷（操車場） - 荘橋 - 寧波 （- 寧波東）

## 経由する都市
- 杭州市蕭山区
- 紹興市柯橋区、越城区、上虞区
- 余姚市、寧波市

## 接続路線
- 杭州南駅：滬昆線（元浙贛線）
- 夏家橋駅：江東支線
- 紹興駅：漓渚支線
- 蜀山駅：余慈支線
- 洪塘郷駅：鎮海支線
- 荘橋駅：江北支線
- 寧波駅：甬台温線
- 寧波東駅：北侖支線